# Serio (département)
Pour les articles homonymes, voir Serio.

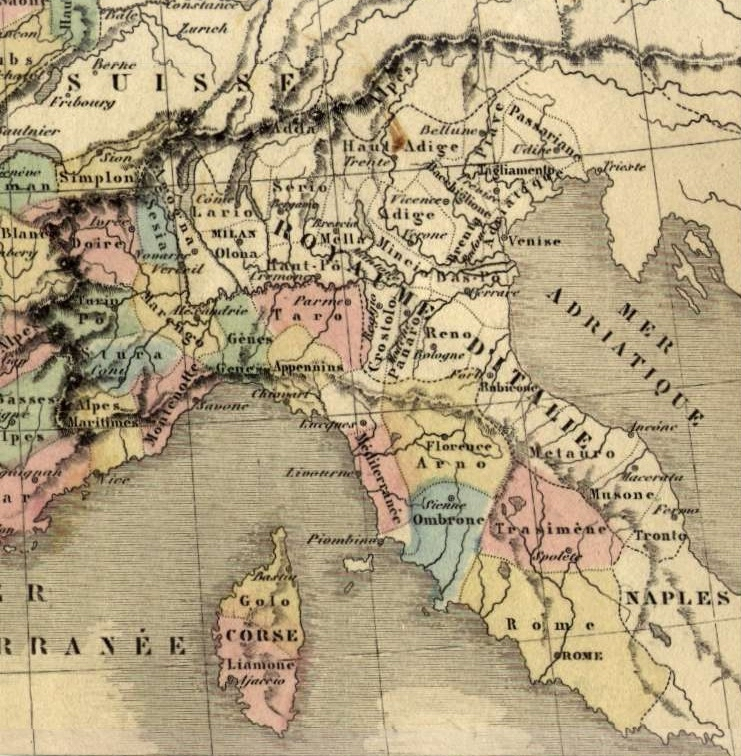
départements italiens sous le premier empire - 1811

Le Serio, en italien Serio, était un ancien département de la république cisalpine, de la république italienne, puis du royaume d'Italie de 1797 à 1815. Il a été nommé d'après la rivière Serio, et avait pour chef-lieu Bergame.

## Histoire
Le département fut dessiné le 9 juillet 1797 lors de la création de la république cisalpine.